# Jan Novák (componist)
Jan Novák (Nová Říše, 8 april 1921 - Neu-Ulm, 17 november 1984) was een Tsjechisch componist. Hij leerde het vak in Tsjecho-Slowakije en de Verenigde Staten en doorliep zijn carrière in eigen land en na de Praagse Lente (1968) in West-Europa. Eerbetuigingen kwamen in eigen land postuum na de Fluwelen Revolutie. In het Pavel en Antonín Vranický-museum in zijn geboortedorp is een ruimte aan zijn werk en leven gewijd.

## Biografie

### Studie

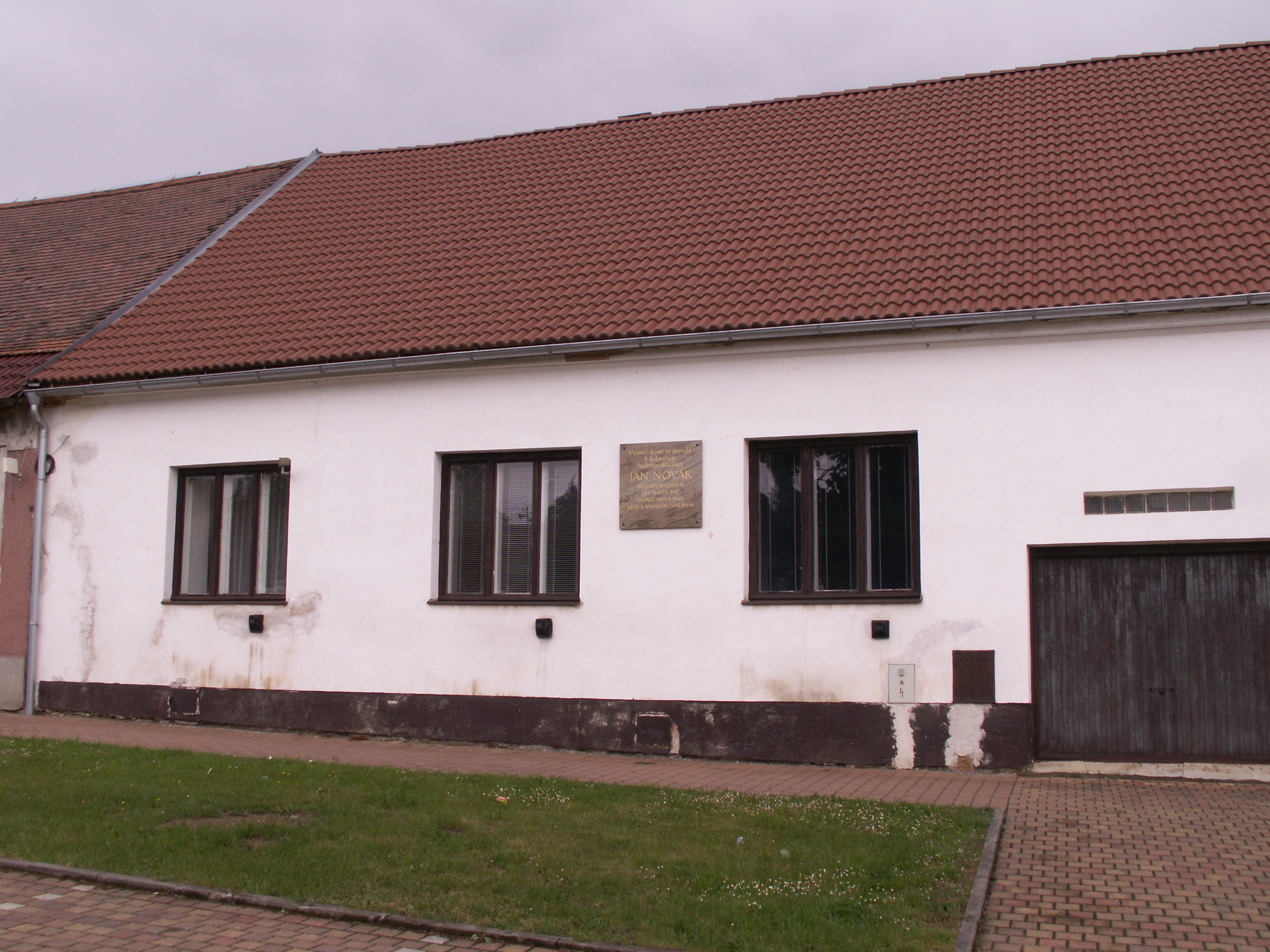
Zijn geboortehuis

Novák studeerde vanaf 1940 aan het conservatorium. Hij had les in compositie van Vilém Petrželka, piano van František Schäfer en dirigeren van B. Liška. Zijn studie werd tijdens de Tweede Wereldoorlog tweeënhalf jaar onderbroken door dwangarbeid in nazi-Duitsland. Hij sloot hem vervolgens af in 1946. Aansluitend studeerde hij een semester aan de Academie voor Muzikale Kunsten in Praag bij Pavel Bořkovec en vervolgens nog aan de Janáček-academie in Brno bij opnieuw Petrželka. Vervolgens kon hij in 1947/48 op basis van een studiebeurs naar de Verenigde Staten. Hier studeerde hij aan het Berkshire Music Centre in Tanglewood bij Aaron Copland en erna in New York bij Bohuslav Martinů.

### Loopbaan in Tsjecho-Slowakije
Ondanks de communistische machtsovername, keerde hij in 1948 terug naar Tsjecho-Slowakije. Hier vestigde hij zich in Brno en trouwde hij met de pianiste Eliška (Elissa) Hanousková, met wie hij een pianoduo vormde. Samen voerden zij zijn eigen werk op, waaronder het concert voor twee piano's en een orkest tijdens het festival Warschauer Herfst (1956). Hij werkte op eigen titel, afgezien van zijn werk als koorleraar aan de Staatsopera van Brno aan het begin van de jaren vijftig. Ook werkte hij in die jaren met het plaatselijke theater en componeerde hij voor verschillende filmregisseurs zoals Karel Kachyňa en Jiří Trnka.
In 1963 was hij medeoprichter van de Tvůrčí skupina A (Scheppende groep A). Andere deelnemende musici en musicologen waren bijvoorbeeld Josef Berg, Miloslav Ištvan, Alois Piňos en Zdeněk Pololáník. De groep noemde zich ook wel Parasiti Apollinis en week af door actuele compositietechnieken te gebruiken in tegenstelling tot de gangbare officiële doctrine van het socialistische realisme. Door zijn houding raakte hij in conflict met het communistische regime, in het bijzonder met het Tsjecho-Slowaakse componistenverbond. Als gevolg werd hij vanaf 1961 uitgesloten van staatsopdrachten.

### Vertrek naar Italië en Duitsland
Nadat de Praagse Lente in 1968 werd neergeslagen, keerde hij van een buitenlandse reis niet meer terug naar zijn vaderland. Na een oponthoud in het Deense Aarhus vestigde hij zich in 1970 met zijn familie in het Italiaanse Rovereto. Hier was hij drie jaar werkzaam als pianoleraar aan de plaatselijke muziekschool. Ook had hij hier contact met liefhebbers van het Latijn dat sinds de jaren vijftig de boventoon had in zijn composities. Daarnaast dichtte hij in het Latijn. Hij richtte het koor Voces Latinae op dat zich aan profane Latijnse koorliteratuur wijdde. In 1972 organiseerde hij ook nog het muziekfestival Feriae Latinae
In 1977 vertrok hij met zijn familie naar het Zuid-Duitse Neu-Ulm. Later vervulde hij nog een studieopdracht aan de Muziekhogeschool van Stuttgart. In 1984 overleed hij in Neu-Ulm op 63-jarige leeftijd.
Na de Fluwelen Revolutie van 1989 werd hij door zijn vaderland gerehabiliteerd. Vanaf een jaar later beleefden belangrijke werken uit zijn oeuvre daar de première, zoals Aesopia en Dulcitius. President Václav Havel onderscheidde hem in 1996 postuum met de medaille van verdienste van zijn land. In 2005 kreeg hij het ereburgerschap van de stad Brno. Het Pavel en Antonín Vranický-museum in zijn geboortedorp wijdt een ruimte aan zijn werk en leven.
- Bibsys: 90966375
- Biblioteca Nacional de España: XX4878464
- Bibliothèque nationale de France: cb139593187 (data)
- CiNii: DA12266264
- Gemeinsame Normdatei: 119357305
- International Standard Name Identifier: 0000 0001 2148 6159
- Library of Congress Control Number: n81020079
- MusicBrainz: 2332018f-5487-4438-965c-634d72d00b78
- Nationale Bibliotheek van Tsjechië: jz8600709
- Nationale bibliotheek van Australië: 35373669
- Nationale Bibliotheek van Israël: 987007318017205171
- Nederlandse Thesaurus van Auteursnamen: 073573795
- Istituto Centrale per il Catalogo Unico: PCMV009213
- SNAC: w6md6xzj
- Système universitaire de documentation: 114377960
- Trove: 930080